# 劇場版ポケットモンスター アドバンスジェネレーション 七夜の願い星 ジラーチ
『劇場版ポケットモンスター アドバンスジェネレーション 七夜の願い星 ジラーチ』（げきじょうばんポケットモンスター アドバンスジェネレーション ななよのねがいぼし ジラーチ）は、2003年7月19日から公開されたテレビアニメ『ポケットモンスター』の劇場版第6作である。同時上映作品は『おどるポケモンひみつ基地』。

## 概要
『アドバンスジェネレーション』シリーズとしては初の映画。
今作からポケモンの引換券付き前売り券が発売。今作の場合、この券を買うと『ポケットモンスター ルビー・サファイア』にジラーチを受け取ることができた。前売り券の売り上げは100万枚を越え、興行収入45億円と大ヒットを記録し、2003年の年間邦画ランキングでは2位（アニメでは1位）の成績を残した。また、この作品から映画の予告編でロケット団のムサシ、コジロウ、ニャースが劇場前売り券の宣伝をしている。
舞台となったファウンスのモデルは中国湖南省の武陵源である。
この作品から、ポケモン映画の制作委員会の名称『ピカチュウプロジェクト』の横に制作年が付かなくなり、以降は『ピカチュウプロジェクト』として統一されている。また、TVシリーズを放送しているネット局が「プロモーション協力」としてクレジットされるのも本作からであり、本作以降の予告ナレーションは、山寺宏一が担当する。タケシを演じる上田祐司と ニャースを演じる犬山犬子が次作から改名され、二人が「上田祐司」と「犬山犬子」の芸名で出演する映画は、本作が最後となる。また、ジラーチ役でゲスト出演した鈴木富子が映画公開直前の7月7日に死去したため、今作が彼女の遺作となった。
本作では、過去の無印映画作品のメインポケモンたちが登場する。なお、本作から海外での劇場公開が行われないようになり、ビデオスルーとテレビ放送でのリリースとなっている。

### 2022年に再上映が決定
歴代のポケモン映画23作品の中から投票で選ばれた3作品が全国の映画館で再上映される「夏の思い出、ゲットだぜ！25周年ポケモン映画祭」が開催され、2022年6月17日から同年7月1日の間投票が実施された。7月15日放送のテレビアニメ「ポケットモンスター」内で結果が発表され、『水の都の護神 ラティアスとラティオス』（同時上映『ピカピカ星空キャンプ』）及び『ディアルガVSパルキアVSダークライ』と共に再上映が決まった。
それぞれ入場者プレゼントとして、ロールプレイングゲーム『ポケットモンスター ソード・シールド』にて「映画で活躍するポケモン」及び「サトシのピカチュウ」が手に入るシリアルコードと、アーケードゲーム『ポケモンメザスタ』で使えるスペシャルタグの「ピカチュウ」が数量限定で配布された。当映画では「映画で活躍するポケモン」は「ジラーチ」となった。

## あらすじ
1000年に一度、7日間だけ夜空に現れるという千年彗星がよく見えるポケモン遊園地を目指して来たサトシ達。着いた先は何もない平原で落ち込むサトシ達だったが、突然現れたトラックの集団があっと言う間に巨大遊園地を作り上げる。
遊園地の人気マジシャン・バトラーとその恋人・ダイアンのマジックショーを見ていたとき、マサトはダイアンの持っていた眠り繭の声を聴く。眠り繭の中にいたのはジラーチというポケモンで、千年彗星と同じように1000年に一度、7日間だけ目を覚まして活動するという。マサトは7日間、パートナーとしてジラーチの面倒を見ることに。
しかし、ジラーチをバトラーが狙っていた。バトラーは千年彗星のエネルギーを集める実験にジラーチを利用しようとする。サトシ達はバトラーの手からジラーチを守るため、ダイアンの運転する車でファウンスと呼ばれる地域にジラーチを連れていくことを決める。ファウンスはバトラーとダイアンがジラーチの眠り繭を見つけた場所、すなわちジラーチの故郷であり、ジラーチが再び1000年の眠りにつく場所である。
やがてファウンスに到着したサトシ達であったが、そこでバトラーが待ち受けていた。バトラーはジラーチを奪って千年彗星のエネルギーを集め、グラードンを復元しようとする。だが、誕生したのはグラードンの形をした巨大な怪物「メタ・グラードン」であった。想像とは全く異なる怪物が誕生したことに唖然とするバトラー。さらにメタ・グラードンは野生のポケモンや周囲の人々を次々と捕まえて体内に取り込んでいき、ファウンスの豊かな自然を破壊していく。
自身の過ちを認めたバトラーは、サトシとマサトにメタ・グラードンを倒す協力を求める。果たしてサトシ達はメタ・グラードンを倒し、ジラーチを再び1000年の眠りにつかせることができるのだろうか。

## 登場人物・キャスト

### レギュラーキャラクター
詳細は個別記事かアニメ版ポケットモンスターの登場人物を参照。
サトシ
声 - 松本梨香
本作の主人公。
ピカチュウ
声 - 大谷育江
技：10まんボルト
サトシの相棒ポケモン。
タケシ
声 - 上田祐司
サトシの旅仲間。
ハルカ
声 - KAORI
サトシの旅仲間。本作の準主人公のような立ち位置で、姉としてマサトとジラーチを見守る。
7日間かけてパーツを組み立てていくアクセサリー「ウィッシュメーカー」を遊園地で買って持ち歩いており、これによって現在何日目かが分かるようになっている。
マサト
声 - 山田ふしぎ
サトシの旅仲間。ハルカの弟。本作ではジラーチのパートナーとして、実質的な主人公とも呼べる立場で重要な役割を果たす。
眠り繭状態のジラーチのテレパシーを感じ取ることができた。ジラーチとは親友のように接する。
ムサシ
声 - 林原めぐみ
ロケット団の一員。ピカチュウやジラーチを手に入れようとするが、ことごとく失敗する。
コジロウ
声 - 三木眞一郎
ロケット団の一員。
ニャース
声 - 犬山犬子
ロケット団の一員。2足歩行して人間の言葉を喋る珍しいポケモン。
アチャモ
声 - 西村ちなみ
ハルカの手持ちポケモン。技「ひのこ」を使う。

### ゲストキャラクター
バトラー
声 - 山寺宏一（特別出演）、野島健児（少年時代）
本作のゲスト悪役。ポケモン遊園地の人気マジシャン。
かつてはマグマ団の研究員としてグラードンを化石から復元させる研究をしていたが、自作の再生装置に必要なエネルギーが不足していたために実験は失敗し、団員達に嘲笑われ追放された過去を持つ。以来、自らを追い出したマグマ団を見返そうと、千年彗星の力を利用してグラードンを復元させることを目論み、その鍵となるジラーチを付け狙うが、その結果とんでもない失敗作を生み出す羽目になり、自分の間違いに気づく。
『ミュウと波導の勇者 ルカリオ』のエンディングにも登場しており、ダイアンと共に山奥で暮らしている。
手持ちポケモン
グラエナ
声 - 坂口候一
ボーマンダ
声 - 小西克幸
技：かえんほうしゃ
キルリア

技：さいみんじゅつ
サマヨール

技：はかいこうせん、おにび、ナイトヘッド、サイコキネシス
ダイアン
声 - 牧瀬里穂（特別出演）、吉原ナツキ（少女時代）
バトラーの相方であり恋人。バトラーのグラードン復元計画に反対している。昔のバトラーに戻って欲しいとサトシ達に手を貸す。『ミュウと波導の勇者 ルカリオ』のエンディングにも登場する。
なお、バトラーとダイアンは、後に2006年発売の『ポケットモンスター ダイヤモンド・パール・プラチナ』においてエリートトレーナーとして登場し、名前や対戦前後のセリフ、所有するポケモンも本作と同じものとなっている。
ボギー
声 - パパイヤ鈴木（特別出演）
ヒッピーのような格好をしているポケモン遊園地のメンバーの1人。ハルカに「ウィッシュメーカー」というアクセサリーを販売する。

### ゲストポケモン
ジラーチ
声 - 鈴木富子
技：ねがいごと、テレポート、はめつのねがい
今回のメインとなるポケモン。テレパシーのようなもので会話をする。一人称は「僕」。故郷はファウンス。1000年に1度、眠り繭から目覚め、7日間だけ行動することができる。強力なサイコパワーを持ち、自身や物体を別の場所へ転移させることができるほか、腹にある「真実の目」を開くと千年彗星とエネルギーのやりとりができる。
アブソル
声 - 林原めぐみ
技：かまいたち
バトラーの計画を阻止するため現れたポケモン。サトシ達をファウンスへ案内する。
フライゴン
技：はかいこうせん
ファウンスに住むポケモン。ジラーチの奪還や、メタ・グラードンを鎮めるべく奮闘するサトシ達を手助けする。
メタ・グラードン

本作のラスボス。バトラーが、ジラーチを利用して得た千年彗星の力と装置を使って生み出した、グラードンの形をした巨大な怪物。バトラーに曰く「失敗作」である。大地のエネルギーを吸収して森を枯らしていき、更に体から触手を伸ばし、多数のポケモンたちやロケット団、更にはハルカ、タケシ、ダイアンまでも取り込んだ。自分を生み出したエネルギー源であるジラーチを狙う。

## スタッフ
- 原案 - 田尻智、増田順一、杉森建
- スーパーバイザー - 石原恒和
- アニメーション監修 - 小田部羊一
- エグゼクティブプロデューサー - 久保雅一、鶴宏明
- プロデューサー - 吉川兆二、松追由香子、盛武源
- アニメーションプロデューサー - 奥野敏聡、神田修吉
- TVリレーションシップス - 岩田圭介、松山進
- アシスタントプロデューサー - 岡本順哉、島村優子、福田剛士
- デスク - 高梨志帆
- 脚本 - 園田英樹
- 絵コンテ - 湯山邦彦 / 辻初樹、樋口真嗣
- 演出 - 村田和也、深沢幸司、須藤典彦、浅田裕二
- 演出助手 - 徳本善信
- キャラクターデザイン - 毛利和昭、松原徳弘、一石小百合
- デザインワークス - 深沢幸司、村田和也、近永健一、コレサワシゲユキ、佐藤和巳、井ノ上ユウ子、西中康弘
- 総作画監督 - 毛利和昭
- 作画監督 - 松原徳弘、松本卓也、井ノ上ユウ子、沢田正人、佐藤陵、田口広一
- 動画チェック - 榎本富士香、斎藤徳明、室岡辰一、笠間陽子
- 色彩設計 - 佐藤美由紀、吉野記通
- 色指定 - 井上昭子
- 検査 - 川崎亜矢
- 背景スキャン - 清水真美
- 特殊効果 - 太田憲之
- プロダクションマネージャー - 大竹研次
- 美術監督 - 秋葉みのる
- 美術監修 - 金村勝義
- デジタルワークス - 高尾克己
- 撮影監督 - 水谷貴哉、白井久男
- 編集 - 辺見俊夫
- 編集助手 - 神野学、今井大介、ジェイ・フィルム
- 現像 - イマジカ
- 音楽 - 宮崎慎二
- 音楽プロデューサー - 篠原一雄、斎藤裕二
- 音響監督 - 三間雅文
- 音響プロデューサー - 南沢道義、西名武
- 背景イメージ協力 - 三好和義
- 制作担当 - 小板橋司
- 制作デスク - 亀井康輝
- 制作進行 - 加藤浩幸、山野井創、平岡公介、伊藤佐和子、新田典生、半藤宏史
- 製作 - 亀井修、陣内弘之、富山幹太郎、芳原世幸、阿部輝彦、田辺滋、八木正男
- アソシエイトプロデューサー - 川原章三、辻幹男、山内克仁、田中雅美、永田勝治、千田寿幸、吉田紀之
- 制作 - 小学館プロダクション
- アニメーション制作 - O.L.M Team Koitabashi
- 監督 - 湯山邦彦
- 製作 - ピカチュウプロジェクト（The Pokémon Company、小学館、テレビ東京、メディアファクトリー、トミー、ジェイアール東日本企画、O.L.M、小学館プロダクション）

## 主題歌
劇場版では初めてオープニングテーマは無く、移動遊園地の組み立てシーンにクレジットが流れる。
エンディングテーマ「小さきもの」
作詞 - 三浦徳子 / 作曲・編曲 - 山移高寛 / 歌 - 林明日香
劇中では、ハルカが母・ミツコから教わった子守歌として扱われており、マサトやジラーチを落ち着かせるためにハルカがこの歌を歌う場面が何度かある。また、ジラーチが再び1000年の眠りにつく場面では、サトシ・タケシ・マサトも一緒に歌った。
映画の内容を意識して、エンディング映像には星座が使用されている。
英語版の映画では「Make a Wish」という曲名で歌詞が英語にアレンジされたものが流された（一部で歌っているのは林明日香ではない）。

## 映像ソフト化
- 本編のDVDとビデオは、2003年12月19日発売。
- 映画10周年を記念して発売された「劇場版ポケットモンスター PIKACHU THE MOVIE BOX 2003-2006」に収録されている。

## コミカライズ
『月刊コロコロコミック』に漫画版が掲載された。作画は大内水軍。

## 受賞歴
- 第21回ゴールデングロス賞 日本映画部門 優秀銀賞[6]